# Rosiska Darcy de Oliveira

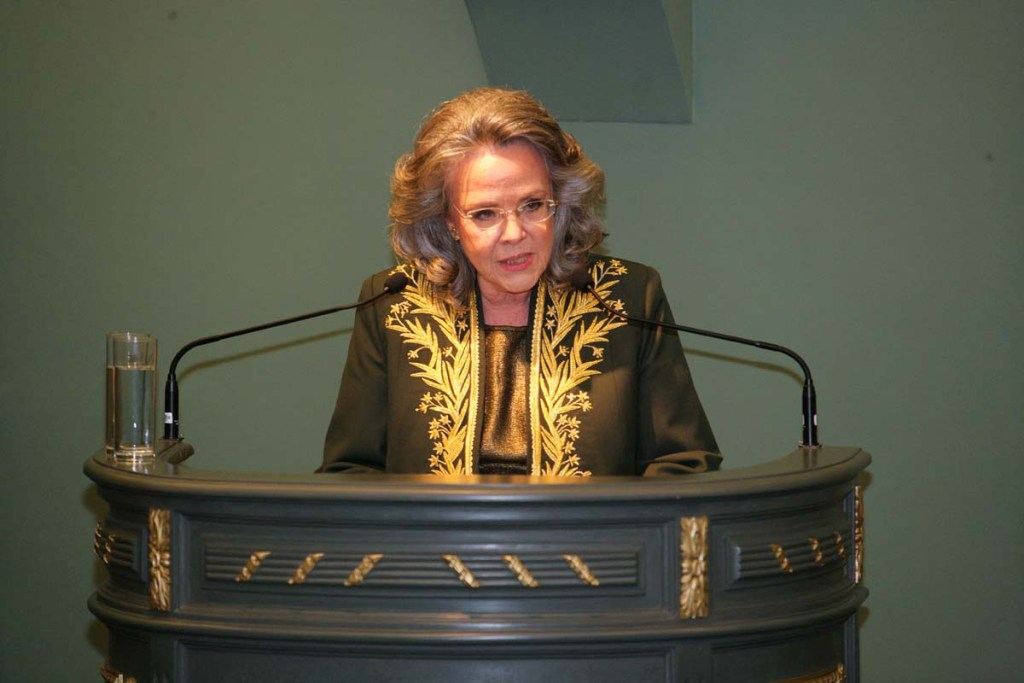
Rosiska Darcy de Oliveira anlässlich ihres Antritts in der Academia Brasileira de Letras 2013.

Rosiska Darcy de Oliveira (* 27. März 1944 in Rio de Janeiro) ist eine brasilianische Journalistin und Schriftstellerin. Sie gilt als bedeutende Feministin Brasiliens.

## Leben
Rosiska Darcy de Oliveira studierte zunächst Rechtswissenschaft an der Pontifícia Universidade Católica do Rio de Janeiro (PUC-Rio), Abschluss als Bachelor. In den 1960er Jahren begann sie als Journalistin für Zeitungen wie der Revista Senhor, dem Jornal do Brasil, der Revista Visão oder dem O Globo tätig zu werden. 1970 musste sie ins Exil in die Schweiz gehen, da sie das damalige Militärregime wegen systematischer Folter von politischen Gegnern angeprangert hatte. An der Universität Genf erwarb sie ihren Doktortitel. An der PUC-Rio unterrichtet sie inzwischen als Hochschulprofessorin Literatur, speziell Frauenliteratur.

## Auszeichnungen
Am 11. April 2013 wurde sie zum Mitglied der Academia Brasileira de Letras in Nachfolge von Lêdo Ivo (Sitz 10) gewählt.

## Schriften
Oliveira veröffentlichte bisher 16 Monografien und zahlreiche Beiträge.
- A Libertação da Mulher. Sá da Costa Editora, Lisboa 1975.
- Ivan Illich e Paulo Freire. A Opressão da Pedagogia e a Pedagogia dos  Oprimidos. Sá da Costa Editora, Lisboa 1977.
- Vivendo e Aprendendo. (Mitautorin) Editora Brasiliense, São Paulo 1980.
- Le Féminin Ambigu. Editions du Concept Moderne, Genève 1989.
- O Elogio da Diferença. O feminino emergente. Editora Brasiliense, São Paulo 1991. (Neuausgabe 2012, ISBN 978-85-325-2794-3).
- La Culture des Femmes. Tradition et innovation. UNESCO, Paris 1992.
- In Praise of Difference. The rise of global feminism. Rutgers University Press, New Brunswick, New Jersey 1998.
- A Dama e o Unicórnio. Editora Rocco, Rio de Janeiro 2000.
- Outono de Ouro e Sangue. Editora Rocco, Rio de Janeiro 2002, ISBN 85-325-1449-9.
- Reengenharia do Tempo. Editora Rocco, Rio de Janeiro 2003.
- A Natureza do Escorpião. Editora Rocco, Rio de Janeiro 2006.
- Chão de Terra. Editora Rocco, Rio de Janeiro 2010.
- Elogio da liberdade. (Essays). Editora Rocco, Rio de Janeiro 2013.
- Baile de máscaras. (Crônicas). Editora Rocco, Rio de Janeiro 2014, ISBN 978-85-325-2879-7.
- Pássaro louco. Editora Rocco, Rio de Janeiro 2016, ISBN 978-85-325-3030-1.
- Liberdade. Editora Rocco, Rio de Janeiro 2021, ISBN 978-85-69474-49-4.

In Deutsch ist bisher keines ihrer Werke erschienen (Stand: 2018).